# كسوف الشمس 23 سبتمبر 2090
سيحدث كسوف كلي للشمس في 23 سبتمبر 2090. يحدث كسوف الشمس عندما يمر القمر بين الأرض والشمس، وبالتالي يحجب صورة الشمس كليًا أو جزئيًا عن مشاهد على الأرض. يحدث الكسوف الكلي للشمس عندما يكون القطر الظاهري للقمر أكبر من قطر الشمس، مما يحجب كل ضوء الشمس المباشر، ويحول النهار إلى ظلام. تحدث الكلية في مسار ضيق عبر سطح الأرض، مع كسوف جزئي للشمس مرئي فوق المنطقة المحيطة بعرض آلاف الكيلومترات. سيكون هذا الكسوف الشمسي أول كسوف كلي للشمس مرئي من بريطانيا العظمى منذ 11 أغسطس 1999، والأول مرئي من أيرلندا منذ 22 مايو 1724. سيكون المجموع مرئيًا في جنوب جرينلاند، وفالينتيا، ووست كورك، وبول، ونيوكواي، وبليموث، وساوثامبتون، وجزيرة وايت، وستكون الشمس مكسوفة جزئيًا في برمنغهام، ولندن، وإكستر، وكارديف، وبلفاست، ودبلن، وأكسفورد.

## الخسوفات ذات الصلة

### كسوف الشمس 2087-2090
| 120 | كسوف الشمس في 2 مايو 2087 جزئي   | 125 | كسوف الشمس في 26 أكتوبر 2087 جزئي |
| 130 | كسوف الشمس في 21 أبريل 2088 كلي  | 135 | كسوف الشمس في 14 أكتوبر 2088 سنوي |
| 140 | كسوف الشمس في 10 أبريل 2089 سنوي | 145 | كسوف الشمس في 4 أكتوبر 2089 كلي   |
| 150 | كسوف الشمس في 31 مارس 2090 جزئي  | 155 | كسوف الشمس في 23 سبتمبر 2090 كلي  |

### سلسلة تريتوس
| أعضاء السلسلة بين عامي 1901 و 2100 | أعضاء السلسلة بين عامي 1901 و 2100 | أعضاء السلسلة بين عامي 1901 و 2100 | أعضاء السلسلة بين عامي 1901 و 2100 |
| ---------------------------------- | ---------------------------------- | ---------------------------------- | ---------------------------------- |
| 6 مارس 1905 (ساروس 138)            | 3 فبراير 1916 (ساروس 139)          | 3 يناير 1927 (ساروس 140)           |                                    |
| 2 ديسمبر 1937 (ساروس 141)          | 1 نوفمبر 1948 (ساروس 142)          | 2 أكتوبر 1959 (ساروس 143)          |                                    |
| 31 أغسطس 1970 (ساروس 144)          | 31 يوليو 1981 (ساروس 145)          | 30 يونيو 1992 (ساروس 146)          |                                    |
| 31 مايو 2003 (ساروس 147)           | 29 أبريل 2014 (ساروس 148)          | 29 مارس 2025 (ساروس 149)           |                                    |
| 27 فبراير 2036 (ساروس 150)         | 26 يناير 2047 (ساروس 151)          | 26 ديسمبر 2057 (ساروس 152)         |                                    |
| 24 نوفمبر 2068 (ساروس 153)         | 24 أكتوبر 2079 (ساروس 154)         | 23 سبتمبر 2090 (ساروس 155)         |                                    |

### دورة ميتونية
| 21 حدثًا من أحداث الكسوف، تتقدم من الجنوب إلى الشمال بين 13 يوليو 2018 و 12 يوليو 2094 | 21 حدثًا من أحداث الكسوف، تتقدم من الجنوب إلى الشمال بين 13 يوليو 2018 و 12 يوليو 2094 | 21 حدثًا من أحداث الكسوف، تتقدم من الجنوب إلى الشمال بين 13 يوليو 2018 و 12 يوليو 2094 | 21 حدثًا من أحداث الكسوف، تتقدم من الجنوب إلى الشمال بين 13 يوليو 2018 و 12 يوليو 2094 | 21 حدثًا من أحداث الكسوف، تتقدم من الجنوب إلى الشمال بين 13 يوليو 2018 و 12 يوليو 2094 |
| 12-13 يوليو                                                                           | 30 أبريل - 1 مايو                                                                     | من 16 إلى 17 فبراير                                                                   | 5-6 ديسمبر                                                                            | من 22 إلى 23 سبتمبر                                                                   |
| 117                                                                                   | 119                                                                                   | 121                                                                                   | 123                                                                                   | 125                                                                                   |
| ------------------------------------------------------------------------------------- | ------------------------------------------------------------------------------------- | ------------------------------------------------------------------------------------- | ------------------------------------------------------------------------------------- | ------------------------------------------------------------------------------------- |
| 13 يوليو 2018                                                                         | 30 أبريل 2022                                                                         | 17 فبراير 2026                                                                        | 5 ديسمبر 2029                                                                         | 23 سبتمبر 2033                                                                        |
| 127                                                                                   | 129                                                                                   | 131                                                                                   | 133                                                                                   | 135                                                                                   |
| 13 يوليو 2037                                                                         | 30 أبريل 2041                                                                         | 16 فبراير 2045                                                                        | 5 ديسمبر 2048                                                                         | 22 سبتمبر 2052                                                                        |
| 137                                                                                   | 139                                                                                   | 141                                                                                   | 143                                                                                   | 145                                                                                   |
| 12 يوليو 2056                                                                         | 30 أبريل 2060                                                                         | 17 فبراير 2064                                                                        | 6 ديسمبر 2067                                                                         | 23 سبتمبر 2071                                                                        |
| 147                                                                                   | 149                                                                                   | 151                                                                                   | 153                                                                                   | 155                                                                                   |
| 13 يوليو 2075                                                                         | 1 مايو 2079                                                                           | 16 فبراير 2083                                                                        | 6 ديسمبر 2086                                                                         | 23 سبتمبر 2090                                                                        |
| 157                                                                                   |                                                                                       |                                                                                       |                                                                                       |                                                                                       |
| 12 يوليو 2094                                                                         |                                                                                       |                                                                                       |                                                                                       |                                                                                       |